# San Vicente y las Granadinas en los Juegos Olímpicos de Pekín 2008
San Vicente y las Granadinas estuvieron representadas en los Juegos Olímpicos de Pekín 2008 por dos deportistas, un hombre y una mujer, que compitieron en atletismo.
La portadora de la bandera en la ceremonia de apertura fue la atleta Kineke Alexander. El equipo olímpico sanvicentino no obtuvo ninguna medalla en estos Juegos.